# Sept grands clans parthes
Les Sept grands clans Parthes ou Sept Grandes Maisons (en persan Haft Khandan) étaient des maisons nobles à la cour parthe et sassanide. Ils étaient les nobles les plus proches du Roi des Rois. 
En fait, seules trois familles semblent avoir bénéficié de la même position élevée à la cour des rois parthes et sassanides :
- la Maison de Karen, en Médie ;
- la Maison de Suren, du Sakestan (Sistan) ;
- la Maison des Ispahbudhān établie d'abord dans le Gorgan puis dans l'ensemble du Khorassan.

Toutes s'attribuent le nom de « Pahlav » ou « Parthe ». 
Trois autres maisons sont :
- la Maison des Spandiyadh ou Isfandiyar à Rey ;
- la Maison de Mihrān, de Comisène (Semnan) ;
- la Maison de Ziks.

Il existe par ailleurs d'autres maisons féodales secondaires comme :
- la Maison de Aspahapet, de Yazd ;
- la Maison de Dahae, de Kuchan ;
- la Maison de Parni, de Parthie ;
- la Maison de Sohae, de Merv.